# Güssing
Güssing (maďarsky Németújvár, chorvatsky Novi Grad) je okresní město okresu Güssing v rakouské v spolkové zemi Burgenland. Žije zde přibližně 3 600 obyvatel.

## Geografie
Město leží v jižním Burgenlandsku, v údolí řeky Strem.
Části obce: Glasing, Güssing (střed obce), Krottendorf, Sankt Nikolaus, Steingraben, Langzeil, Rosenberg a Urbersdorf.

## Památky
- hrad Güssing
- františkánský klášter založený v 17. století

## Osobnosti obce
- Ignác Batthyány, biskup
- Ferenc Faludi, básník

## Partnerská města
- Nijlen, Belgie